# أكاديمية الملك فهد في موسكو
- أكاديمية الملك فهد في موسكو (بالإنجليزية: King Fahad Academy)‏ هي مدرسة مستقلة في موسكو، أنشئت المدرسة السعودية في موسكو عام 1413 هـ الموافق 1991،[1] بأمر الملك فهد بن عبد العزيز آل سعود رقم 2868 بتاريخ 3 ربيع الآخر 1413 هـ،[2] ويقع مبناها في شارع يونستي في العاصمة موسكو، وتضم عدداً كبيراً من الفصول ومكتبة كبيرة بالإضافة إلى المختبرات ومعامل الحاسب الآلي واللغة والتربية الفنية. وتقدم المدرسة خلال الفترة المسائية دروساً مجانية لعدد كبير من أبناء الشعب الروسي الراغبين في تعلم اللغة العربية والثقافة الإسلامية.[3]

## نمو الأكاديمية
في 2006 وصل عدد طلاب الأكاديمية ما يزيد على خمسمائة طالب وطالبة ينتمون إلى ما يزيد على ثلاثين جنسية عربية وإسلامية، وعدد المُدرسين واحد وأربعون معلماً ومعلمة، يعمل بالأكادمية خمسة عشر إداريًا يضطلعون بأعمال الإشراف على الشؤون الإدارية والمالية وشؤون الطلاب والإشراف التربوي والإرشاد والتوجيه الطلابي والاتصالات والإعلام التربوي والخدمات والوسائل التعليمية والصحة، كما يعمل بها خمسة وثلاثين عاملاً يضطلعون بأعمال الخدمة العامة والأمن وقيادة أسطول نقل الطلبة من الأكاديمية وإليها. تقدم الأكاديمية عدة خدمات منها:
- برنامج تعليم اللغة العربية لغير الناطقين والذي يضم 500 دارس من جنسيات مختلفة.
- الإشراف على تعليم أبناء الدبلوماسيين السعوديين وتزويد المراكز الإسلامية والعلمية بالبرامج والخطط والأدوات والوسائل التعليمية.
- خدمة النقل والمواصلات لجميع طلابها ومنسوبيها من المنازل وإليها.
- الرعاية الصحية الكاملة لعموم منسوبيها من خلال عيادة طبية متخصصة.[4]

## منشآت الأكاديمية
تحتوى الأكاديمية على العديد من المُنشأت العلمية والتربوية منها:
- مكتبة سمعية وبصرية تضم ما يزيد على ألف مادة علمية.
- معمل لغات لتدريس اللغة الإنجليزية وتعليم اللغة العربية لغير الناطقين.
- معملا للعلوم الطبيعية يستفاد منه في تدريس العلوم والمواد الطبيعية المتخصصة مثل الكيمياء والأحياء والفيزياء.
- معمل التربية الفنية ومعمل الأشغال اليدوية والاقتصاد المنزلي.
- معمل للحاسب الآلي يضم أكثر من سبعين جهازاً.
- مركز للوسائل الإعلامية والتلفزيون التربوي.
- مجموعة من الصالات التربوية ومنها صالة التربية الرياضية وصالة المعارض وصالة المطعم المدرسي.
- قاعة المحاضرات ومسجد للرجال وآخر للنساء.